# Organica Technologies
Az Organica Technologies szennyvíztisztító telepek építésével foglalkozó vállalkozás. Az ezzel a szabadalmaztatott technológiával működő telepek mind a mezőgazdaságban, az öntözésnél, mind önkormányzati területeken hasznosíthatóak. A vállalat célja a szennyvíz kezelése, újrahasznosítása és megóvása. Az Organica szennyvíztisztító telepek kisebbek, mint a hagyományos társai, és üvegházakhoz is használhatóak. Az 1998-ban alapított Organica székhelye Magyarországon, Budapesten található, ám vannak fióktelepei Indiában, Szingapúrban és az Egyesült Államokban is.

## Története
Az első működési év végére a Organica számos befektetőt vonzott, köztük a Environmental Investment Partnerst és a svájci kormányt is. 2006 decemberében az Organica közös vállalkozási megállapodást írt alá a Veolia Water Solutions and Technologies céggel. Az Organica 2009-ben eladta részesedését ebben a vállalkozásban, s azóta teljesen független szervezet.

## Technológia
Az Organica szennyvíztisztítója élő organizmusok felhasználásával dolgozza fel a vizet, különösen egy „rögzített ágyú biofilm-aktivált iszapossal." eljárással. A szervezet önszerveződésének képessége maximalizálja a szennyező anyagok biológiai lebontását. A feldolgozó üzemek növelik a víz tisztításához használt természetes erőket azáltal, hogy kihasználják az élő organizmus metabolikus folyamatainak szerves szennyező anyagok emésztésére való képességét. Az öngazdálkodó szervezetek sokfélesége rendkívül robusztus és stabil rendszert biztosít. A tiszta víz újrafelhasználható öntözéshez, hűtőtornyokhoz, WC-khez és egyéb, nem iható vízforrásként.

## Díjak
- Az EU Környezetvédelmi díjának magyar zsűrjének jelöltje a 2010-es European Business Awards for the Environment díjra
- Az Association of Environmental Manufacturers and Service Providers által megítélt 2008-as "Környezetvédelmi Díj"
- A Magyar Köztársaság Ezüst Érdemkeresztje Kenyeres Istvánnak, az ORGANICA társalapítójának, 2005-ben, a magyar környezetvédelmi ipar fejlesztéséhez nyújtott hozzájárulásáért
- Frost & Sullivan Innovációs Díj 2005 az ORGANICA Technology szennyvíztisztító megoldásért
- Az Association of Environmental Manufacturers and Service Providers által megítélt 2004-es "Környezetvédelmi Díj"
- A 2004. évi Innovációs Díj, amelyet a Magyar Innovációs Alapítvány nyújtott át
- Az Év Vállalata, amelyet a Magyar Kockázati és Magántőke Szövetség adományozott

## Fordítás
Ez a szócikk részben vagy egészben  az   Organica Technologies című angol Wikipédia-szócikk ezen változatának fordításán alapul.  Az eredeti cikk szerkesztőit annak laptörténete sorolja fel. Ez a jelzés csupán a megfogalmazás eredetét és a szerzői jogokat jelzi, nem szolgál a cikkben szereplő információk forrásmegjelöléseként.